# Rosult
Rosult és un municipi francès, situat a la regió dels Alts de França, al departament del Nord. L'any 2006 tenia 1.871 habitants. Limita al nord-est amb Lecelles, a l'est amb Saint-Amand-les-Eaux, al sud-est amb Millonfosse, al sud amb Bousignies, al sud-oest amb Sars-et-Rosières i Brillon, a l'oest amb Landas i al nord-oest amb Saméon.

## Demografia
| 1962                                       | 1968  | 1975  | 1982  | 1990  | 1999  | 2006  |
| ------------------------------------------ | ----- | ----- | ----- | ----- | ----- | ----- |
| 1.215                                      | 1.248 | 1.287 | 1.258 | 1.636 | 1.838 | 1.871 |
| Des de 1962: població sense dobles comptes |       |       |       |       |       |       |

## Administració
| Període | Identitat    | Partit |
| ------- | ------------ | ------ |
| 2001-   | Roland Revel |        |